# Livmoderslemhinna

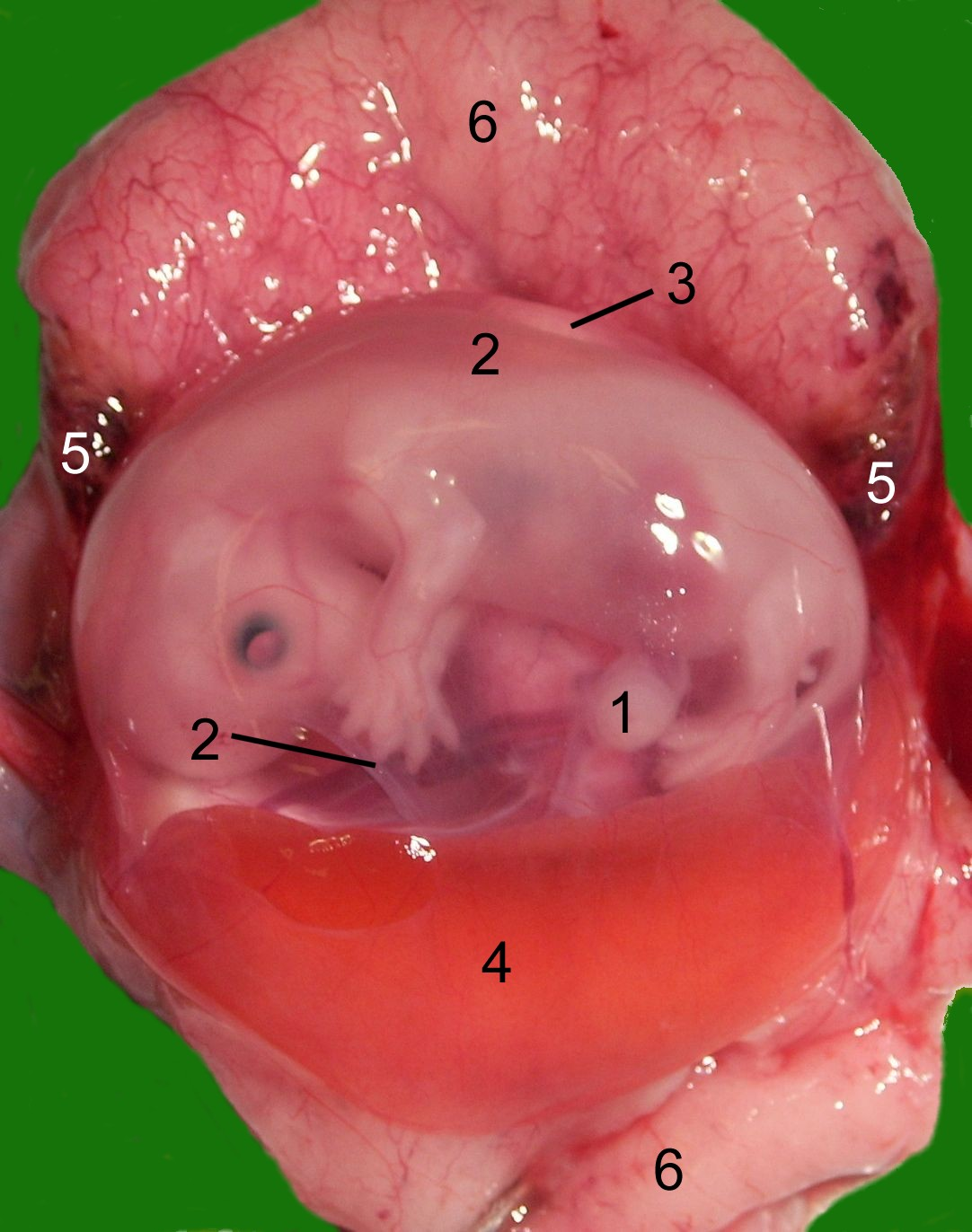
Del av livmoder från katt, med halvvägs utvecklat foster.

Livmoderslemhinnan eller endometriet (latin: endometrium) är den slemhinna som täcker livmoderns inre yta hos däggdjur. Det är via denna slemhinna som ett befruktat ägg kan implanteras i livmodern. Livmoderslemhinnan är rik på blodkärl som snart får kontakt med det nya embryot via den moderkaka som bildas, så det kan utvecklas vidare till ett foster och småningom födas fram. Livmoderns endometrium byggs upp och bryts ner i cykler. Livmoderslemhinnan är även ett endokrint organ, som tillverkar hormoner vilka hjälper till att styra förloppet. 

## Funktion
I normalfallet sammanträffar det stadium då livmoderslemhinnan är fullt uppbyggd med att ägg frisätts från någon av äggstockarna, så slemhinnan är redo att ta emot ett eventuellt befruktat ägg. Hos människor och människoapor kallas denna cykel menstruationscykel, och livmoderslemhinnan, som inte behövs när ägg inte blivit befruktat, stöts ut genom slidan. Detta kräver att slemhinnan bryts ner, och små blodkärl går då sönder varför det så kallade mensblodet som stöts ut genom sammandragningar av livmodern även innehåller en mindre mängd vanligt blod. 
Hos många andra däggdjur absorberas slemhinnan av kroppen istället för att stötas ut. Cyklerna har också oftast annan längd, och kan ibland vara beroende av årstider så att den tid när honorna kan bli befruktade, brunsten, endast inträffar under en viss säsong. Hos hundar byggs livmoderslemhinnan upp och bryts ner med ett intervall på ungefär sex veckor. När slemhinnan är fullt mogen läcker den lite blod som rinner ut genom honans vagina, och signalerar att hon är mottaglig för parning. Om hon inte blir befruktad absorberas slemhinnan istället för att stötas ut. 
Även hos hästar återabsorberas den slemhinna som inte behövs. Ett sto bildar endast en mycket tunn livmoderslemhinna så länge ingen befruktning ägt rum. Stoet blöder inte under någon del av cykeln, men andra förändringar bland annat vad gäller vanor för urinering visar på cykelns förlopp, som under den rätta årstiden löper över cirka tolv till tretton dagar. Variationerna över säsong styrs av hur många timmars dagsljus som når djurets hjärna via ögonen, och påverkar djurets hormonbalans. När dagarna blir korta, får stona ingen ägglossning och kan inte bli befruktade. Detta hindrar djuren från att föda under den kalla vintersäsongen när fölen skulle ha liten chans att överleva kylan och stoet skulle haft svårt att hitta tillräckligt med föda för att kunna producera tillräckligt med mjölk.

## Sjukdomar
Sjuklig växt av livmoderslemhinna utanför livmoder kallas endometrios. Livmoderslemhinnan drabbas relativt ofta av cancer, liksom andra organ som genomgår kontinuerlig förnyelse och därmed mycket celldelning. 
Inflammation i livmoderslemhinnan kallas endometrit.